# Mazuecos
Mazuecos – gmina w Hiszpanii, w prowincji Guadalajara, w Kastylii-La Mancha, o powierzchni 23,77 km². W 2011 roku gmina liczyła 328 mieszkańców.